# Liste der Biografien/Strb
Liste der Biografien |
Portal Biografien |
Personensuche
# |
A |
B |
C |
D |
E |
F |
G |
H |
I |
J |
K |
L |
M |
N |
O |
P |
Q |
R |
S |
T |
U |
V |
W |
X |
Y |
Z |
?
 
Sa |
Sb |
Sc |
Sd |
Se |
Sf |
Sg |
Sh |
Si |
Sj |
Sk |
Sl |
Sm |
Sn |
So |
Sp |
Sq |
Sr |
Ss |
St |
Su |
Sv |
Sw |
Sy |
Sz
 
Sta |
Ste |
Sth |
Sti |
Stj |
Stl |
Sto |
Str |
Sts |
Stt |
Stu |
Stv |
Stw |
Sty
 
Stra |
Strb |
Stre |
Strg |
Stri |
Strl |
Strm |
Strn |
Stro |
Strp |
Stru |
Stry |
Strz
Die Liste der Biografien führt alle Personen auf, die in der deutschsprachigen Wikipedia einen Artikel haben. Dieses ist eine Teilliste mit 11 Einträgen von Personen, deren Namen mit den Buchstaben „Strb“ beginnt.

## Strb

### Strba
- Štrba, Annelies (* 1947), schweizerische Videokünstlerin, FotografinAnnelies Štrba (* 1947)

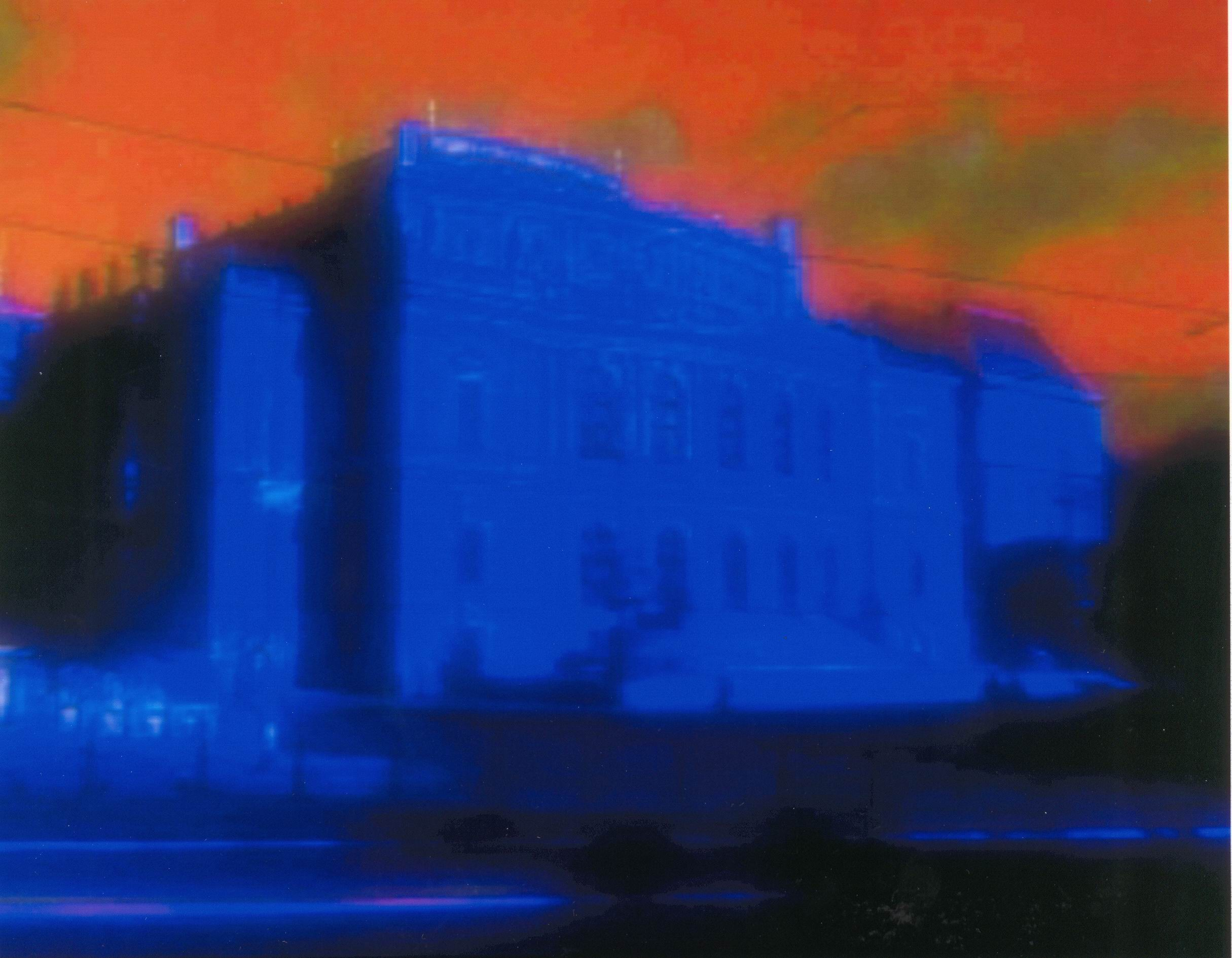
Annelies Štrba (* 1947)

- Štrba, Ján (* 1952), slowakischer Fotograf
- Štrba, Martin (* 1961), slowakischer Kameramann
- Štrba, Zdeno (* 1976), slowakischer Fußballspieler
- Strbać, Branka (* 1972), kroatische Fußballnationalspielerin
- Štrbac, Branko (* 1957), jugoslawisch-serbischer Handballspieler und -trainer
- Štrbac, Ljubiša (* 1981), slowenischer Fußballspieler
- Štrbac, Savo (* 1949), Politiker der Republik Serbische Krajina
- Štrbák, Martin (* 1975), slowakischer Eishockeyspieler

### Strbi
- Štrbíková, Renáta (* 1979), tschechische Tischtennisspielerin

### Strbo
- Štrbová, Andrea (* 1995), slowakische Beachvolleyballspielerin